# Ante Polić
Ante Polić (Stari Grad, Hvar, 1838. – 26. prosinca 1905.), hrvatski poduzetnik, javni i kulturni djelatnik, novinar

## Životopis
Rodio se u Starom Gradu na Hvaru. Oženio je Gemmu Gerbaz (Grbac, Rijeka, 1847. – 26. prosinca 1906.), rodom s Cresa, s kojom je dobio četranaestero djece. Poznatiji su postali Janko, Milutin, Nikola koji su bili uspješni u umjetnosti, Vladimir je bio direktor Austro-hrvatskoga parobrodarskog društva, Dušan je bio direktor kina na Sušaku. Djeca su odrasla u bogatstvu, jer su bila u srodstvu s bogatim riječkim obiteljima Grbac i Skorup. S Hvara je Ante doselio u Senj gdje je stekao trgovačku naobrazbu, a zatim je preselio u Rijeku te baveći se trgovinom stekao znatan imutak i ugled. Osim toga bio je javni i kulturni djelatnik: imao je bogatu biblioteku, prijateljevao je s Erazmom Barčićem Marijanom Derenčinom, Antom Starčevićem i Franom Supilom, dopisivao se s Josipom Jurjem Strossmayerom i Silvijem Strahimirom Kranjčevićem. Bio je suvlasnikom najveće trgovačke kuće u Rijeci Polich, Minach et Comp i glavni oslonac Stranke prava. 
Bio je član Stranke prava i veliki hrvatski domoljub. Kako je bio vrlo imućan, dao je podići vilu Gemma u elitnoj četvrti Pećinama na Sušaku, koja je podignuta 1878., a danas služi kao zgrada Srednje škole za primijenjenu umjetnost. Bio je vrlo pismen. Objavio je šest kulturno-političkih brošura: Ivan Antun Vranyczany-Dobrinović (1878.), Ante Bakarčić (1881.), Čega nam treba (1884.), Avelin Čepulić (1886.), političku studiju Rieka (1886.) i Un supplizio morale (Jedna moralna tortura) 1903. godine. 
U Zagrebu je 1903. godine s Dinkom Politeom izdavao glasilo Čiste stranke prava Prava hrvatska misao: smotra za politiku i knjigu. Ante Polić vodio je upravu lista a Dinko Politeo bio je glavnim urednikom. 
Obitelj je doživjela trgovački slom 1902. godine. Propast nekad bogate obitelji utjecalo je na stvaranje dramskog djela njegova sina Janka Mamino srce, čiji je 1. čin bio nadahnuće Krleži za Gospodu Glembajeve. Ante se teško razbolio i umro 1905. od karcinoma usne koji je metastazirao na grlo, mozak i pluća. Supruga je umrla točno godinu poslije od srčanog udara. Djeca su ostvarila dobre poslovne karijere, ali mnoga su umrla od teških zdravstvenih stanja.

## Vanjske poveznice
- Ervin Dubrović, Moralizator Polić i anarhist Kamov, Sušačka revija, br. 60, 2007., klub-susacana.hr